# HTV-2
L'HTV-2 è stata una missione di rifornimento della Stazione Spaziale Internazionale, la seconda effettuata con la navetta giapponese H-II Transfer Vehicle. La missione è stata lanciata il 22 febbraio 2011 dalla piattaforma 2 del complesso di Yoshinobu del Centro spaziale di Tanegashima e ha raggiunto la stazione spaziale il 27 gennaio. Il 28 marzo, dopo 60 giorni, ha effettuato l'unberthing dalla stazione e si è distrutta nel rientro atmosferico il giorno successivo, come programmato. 

## Scopo
Gli scopi della missione erano:
- trasportare i rifornimenti alla stazione spaziale
- smaltire i rifiuti della stazione a termine missione
- verificare le modifiche di progetto introdotte con la seconda navetta

Rispetto alla navetta utilizzata nella prima missione, alla Kounotori 2 erano state apportate delle modifiche. In particolare, per poter aumentare lo spazio per il carico, sono state riposizionate delle bocchette di aerazione e delle luci e sono state modificati gli armadi interni chiamati HTV Resupply Rack, per poter alloggiare un maggior numero di contenitori per i rifornimenti chiamati Cargo Transfer Bags (CTB). Alcune luci LED, uguali a quelle utilizzate sulla stazione spaziale e chiamate General Luminaire Assembly, sono state sostituite con LED prodotti in Giappone, chiamate Permanent Solid-state Lighting (PSL). Prima del termine della missione, queste luci LED sono state rimosse e lasciate sulla stazione per essere riutilizzate. Anche il trasponder del sistema Proximity Link System è stato sostituito da uno prodotto in Giappone. Nel modulo dell'avionica sono state impiegate nuove batterie con capacità superiore (200 A⋅h invece di 175 A⋅h di quelle originali), che hanno permesso la riduzione del loro numero da undici a sette. Il software del Rendezvous Flight Software e dello Space Integrated GPS/Inertial Navigation system sono stati modificati. 

## Missione

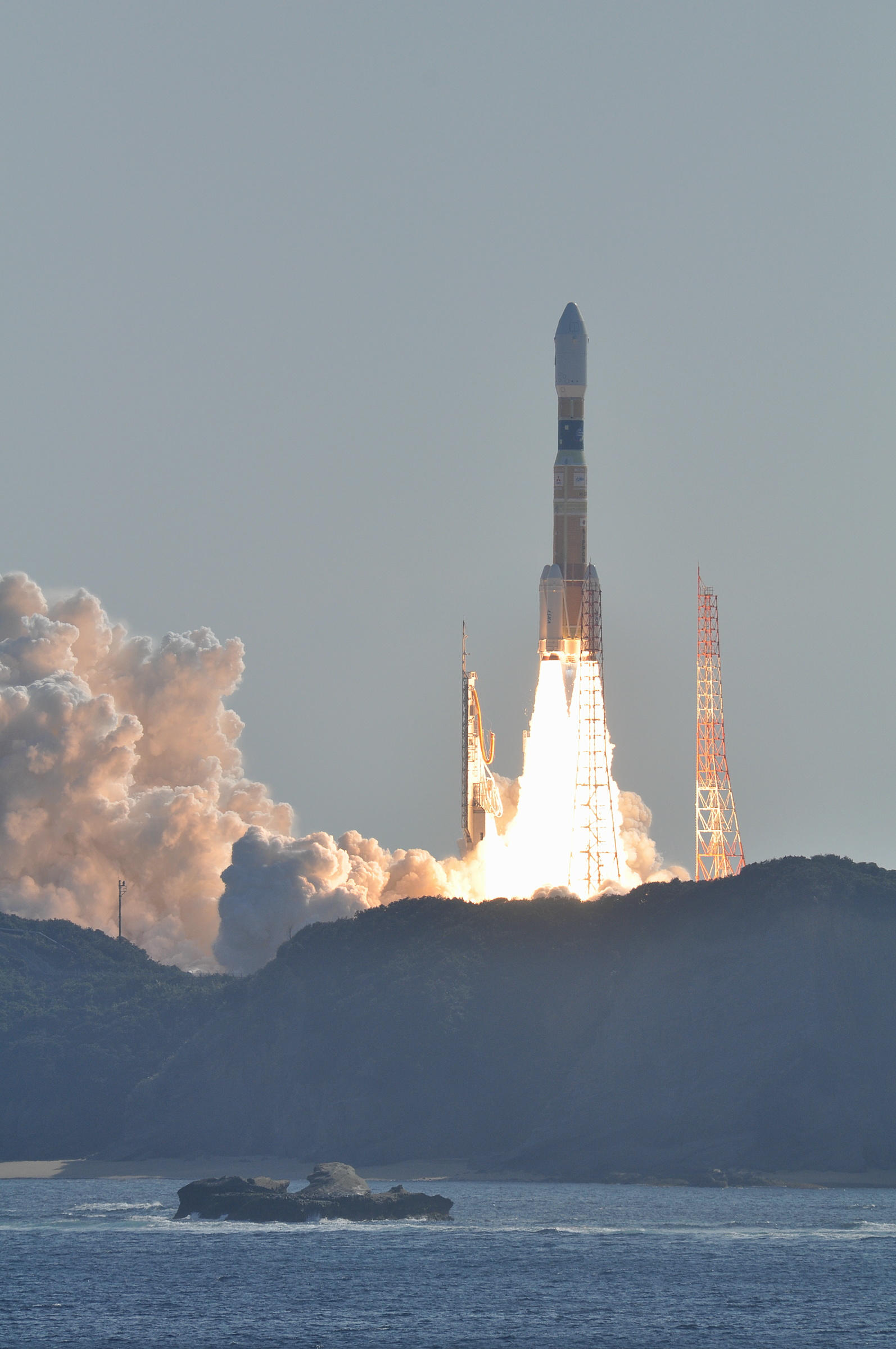
Decollo del lanciatore H-IIB da Tenagashima

### Carico della missione
Il carico della navetta era di circa 5300 kg
Vano pressurizzato (4000 kg)
- 6 HTV Resupply Rack (HRR)
- un Multi-purpose Small Payload Rack (MSPR)
- KOBAIRO Rack

Vano non pressurizzato (1300 kg)
- Cargo Transport Container (CTC)
- Flex Hose Rotary Coupler (FHRC)

Il Cargo Transport Container è un contenitore installato all'esterno della stazione che può contenere dei componenti. Questi possono essere recuperati attraverso una passeggiata spaziale oppure con il braccio robotico DEXTRE. In questa missione il CTC conteneva due Remote Power Controller Modules (RPCM) di ricambio che servono per la distribuzione dell'energia elettrica nella stazione, fungendo da interfaccia tra i generatori di energia e i sistemi della stazione. 
Il Flex Hose Rotary Complex (FHRC) è un componente del External Active Thermal Control System, il sistema che dissipa il calore in eccesso verso l'esterno tramite dei radiatori chiamati Heat Rejection System Radiators (HRSR). Attraverso l'FHRC il fluido termovettore usato dal sistema (ammoniaca liquida), viene trasferito dal circuito idraulico della stazione ai radiatori. Anche il FLHRC portato in questa missione è stato immagazzinato all'esterno della stazione nell'ExPRESS Logistics Carrier-4 (ELC-4). 

#### Esperimenti scientifici
- Gradient Heating Furnace (GHF): questo componente è stato trasportato nel KOBAIRO Rack, ed è una fornace a vuoto che permette di studiare la crescita dei cristalli di materiali semiconduttori[5]. I campioni dei materiali sono contenuti in cartucce e il funzionamento della fornace è automatizzato. I dati sul profilo di temperatura possono essere inviati in tempo reale ai ricercatori, i quali possono anche modificare le temperature da remoto[5]. La fornace genera temperature tra i 500 e i 1600 °C, con una precisione di +/- 0,2 °C[4], ed è stata installata nel modulo pressurizzato del laboratorio Kibo.
- Multi-purpose Small Payload Rack (MSPR): l'MSPR è un armadio progettato per condurre diversi esperimenti scientifici, fornisce diverse funzionalità per il supporto agli esperimenti come connessioni elettriche, connessioni per il trasferimento dei dati dell'esperimento e telecamere per registrare video[6].
- Campioni per l'esperimento Hicari: questo esperimento è stato il primo ad utilizzare la Gradient Heading Furnace, e i campioni erano cartucce contenenti una lega a semiconduttore SiGe (silicio e germanio)[7]
- Campioni per l'esperimento Marangoni UVP/MaranGogniat: questo esperimento studia l'effetto Marangoni nello Fluid Physics Experiment Facility (FPEF) del laboratorio Kibo[8].
- Space Seeds for Asian Future (SSAF): SSAF è un programma educativo per gli studenti del sud-est asiatico[9]. Semi di diverse piante sono stati trasportati sulla stazione spaziale. Dopo essere rimasti diversi mesi in ambiente di microgravità, sono stati riportati a Terra dalla missione Shuttle STS-134. Gli studenti hanno coltivato i semi partecipando ad esperimenti ed analisi comparando le piante con quelle che crescono normalmente a Terra[10].

### Cronologia

#### 22 gennaio (lancio)

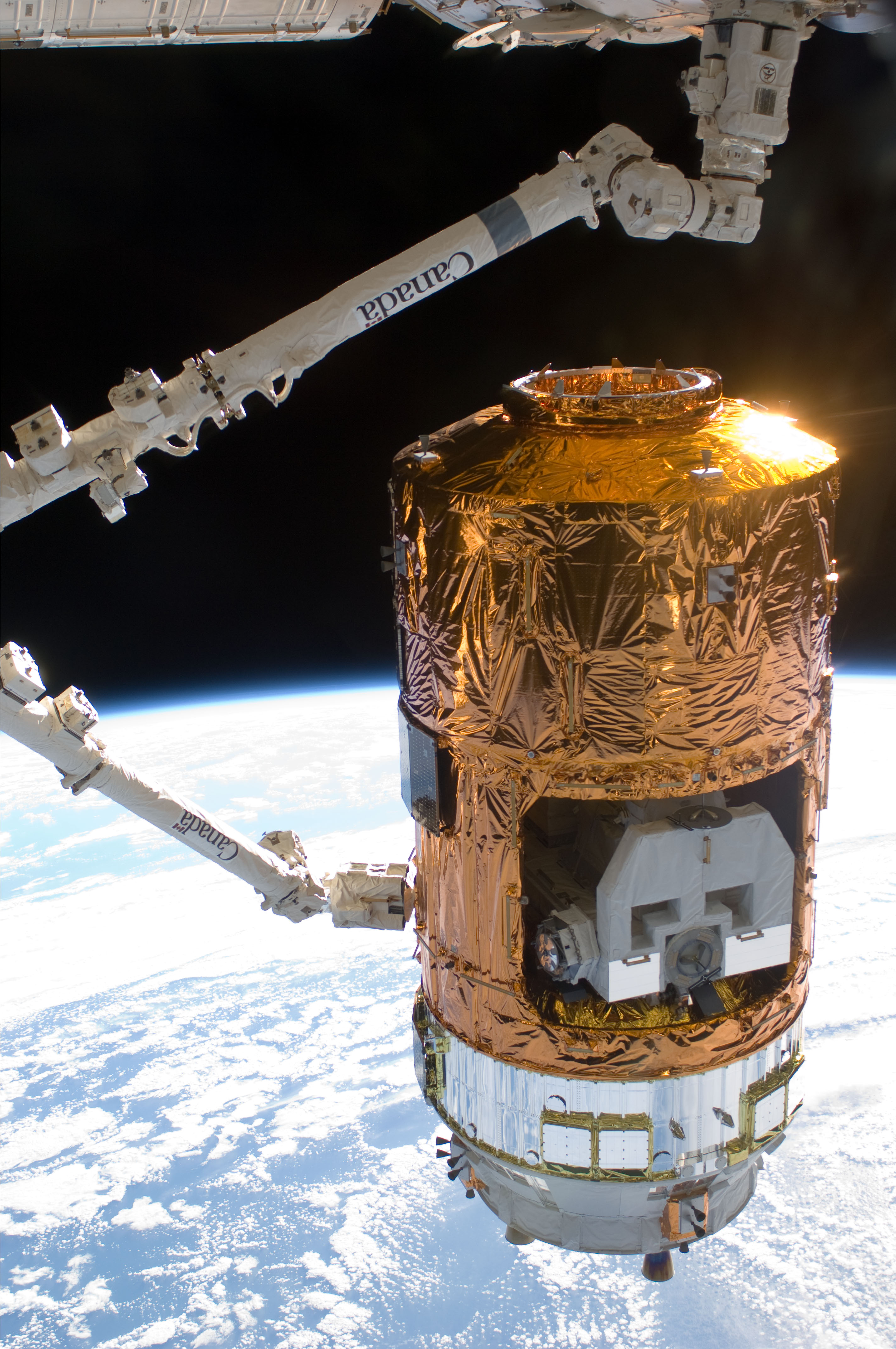
La navetta Kounotori 2 agganciata al braccio robotico della stazione spaziale durante la fase di berthing

La navetta Kounotori 2 è stata lanciata il 22 gennaio alle 14:37 JST dal centro spaziale di Tanegashima tramite il lanciatore H-IIB. Dopo il distacco dal secondo stadio, la navetta ha attivato i suoi sistemi, ha effettuato verifiche delle funzionalità e ha stabilito il contatto con il controllo missione attraverso i satelliti NASA TDRS.

#### 25 gennaio
La navetta aveva una orbita ellittica con apogeo a 320 km e perigeo a 312 km, ad una distanza di 9000 km dalla stazione spaziale. 

#### 27 gennaio
Dopo aver effettuato le tre Height Adjustment Maneuver (HAM) per avvicinarsi alla stazione spaziale, la navetta è giunta ad una distanza di 5 km alle 15:08 JST, in attesa dell'approvazione delle manovre finali. Alle 17:25 JST la Kounotori ha ripreso l'avanzamento portandosi a 250 m dalla stazione alle 18:47 e raggiungendo il punto di aggancio situato ad una distanza di 10 m alle 20:32 JST. Dopo il comando di disattivazione dei propulsori, sono iniziate le procedure di berthing, nelle quali la navetta è stata catturata dal braccio robotico della stazione SSRMS e portata al portello di nadir (rivolto verso la Terra) del modulo Harmony.

#### 28 gennaio
Le operazioni di berthing sono terminate alle 3:34 JST, e l'equipaggio ha aperto i portelli tra la stazione e la navetta alle 5:47 JST. Successivamente tramite il braccio robotico della stazione è stato agganciato l'Exposed Pallet (EP) contenuto nel modulo non pressurizzato della navetta. 

#### 1-2 febbraio
Nella giornata del 1 febbraio l'equipaggio della stazione ha trasferito il KOBAIRO rack e il Multi-purpose Small Payload Rack dal modulo pressurizzato della navetta al laboratorio Kibo. Il braccio robotico della stazione ha spostato l'Exposed Pallet passandolo al braccio robotico del laboratorio Kibo (JEM RMS) che lo ha agganciato temporaneamente all'Exposed Facility.

#### 4 febbraio
Tramite il braccio robotico DEXTRE sono stati rimossi il Cargo Transport Container (CTC) e il Flex Hose Rotary Coupler (FHRC), contenuti nell'Exposed Pallet, e agganciato nella Enhanced ORU Temporary Platform (EOTP), una piattaforma temporanea per l'immagazzinamento dei componenti.

#### 7 febbraio
L'Exposed Pallet vuoto è stato sganciato dall'Exposed Facility tramite il JEM RMS e passato all'SSRMS che lo ha stivato nel modulo non pressurizzato della navetta. 

#### 18 febbraio

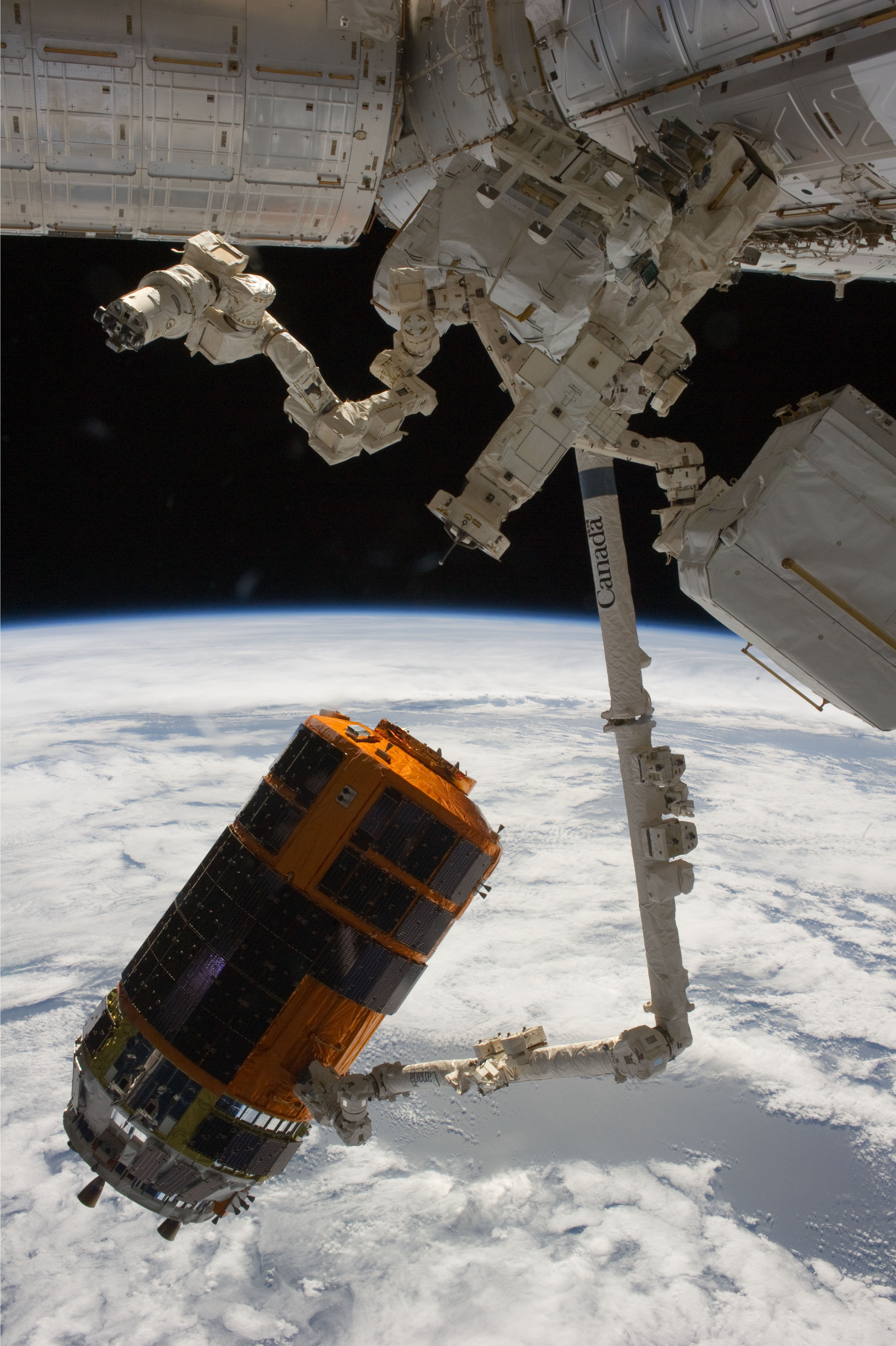
La navetta Kounotori 2, al termine della missione, durante la fase di unberthing

La missione STS-133 dello Space Shuttle Discovery, che avrebbe dovuto raggiungere la stazione prima della navetta Kounotori, ha subito diversi rinvii della data di lancio che hanno fatto giungere il Discovery dopo la navetta giapponese. Per motivi logistici, la navetta è stata spostata dal portello di nadir del nodo Harmony al portello zenit. L'operazione, mai tentata prima, è stata compiuta tramite il braccio robotico della stazione, guidato dall'astronauta Paolo Nespoli e dal cosmonauta Aleksandr Kaleri ed è durata 6 ore.
Lo Shuttle Discovery ha trasportato sulla stazione l'ExPRESS Logistics Carrier-4 (ELC-4), un contenitore esterno dove sono stati successivamente immagazzinati il Cargo Transport Container (CTC) e il Flex Hose Rotary Coupler (FHRC). 

#### 11 marzo
Dopo la partenza dello Shuttle Discovery, la navetta Kounotori è stata riportata tramite il braccio robotico della stazione al portello di nadir del modulo Harmony. L'11 marzo, il terremoto di Tohou ha danneggiato il centro di controllo di Tsukuba e la missione è stata gestita temporaneamente dal centro NASA di Houston.

#### 23 marzo
Il centro di controllo di Tsukuba ha ripreso le attività di gestione della missione.

#### 30 marzo (rientro)
La navetta ha effettuato l'unberthing dalla stazione spaziale il 28 marzo e tramite il braccio robotico della stazione è stata portata nel punto di sgancio, situato a 12 metri di distanza dalla stazione. 
Il 30 marzo la navetta ha completato le tre manovre necessarie per uscire dall'orbita, ed è rientrata nell'atmosfera terrestre distruggendosi alle 12:09 JST sopra ad un punto predefinito e concludendo la missione.